# Tomasz Chmielewski (biskup)
Tomasz Chmielewski (ur. 28 grudnia 1767 w Chmielewie, zm. 30 lipca 1844 w Warszawie) – polski duchowny rzymskokatolicki, biskup pomocniczy warszawski w latach 1837–1844, wikariusz kapitulny archidiecezji warszawskiej w latach 1838–1844.

## Życiorys
Uczył się w szkołach pułtuskich, a następnie został przyjęty do seminarium duchownego w Pułtusku. 21 grudnia 1794 został wyświęcony na prezbitera. Do 1805 roku był proboszczem w rodzinnej parafii w Grzebsku, a następnie w podpułtuskich Szyszkach. W 1822 roku został prepozytem kapituły płockiej, a w 1834 roku oficjałem i wikariuszem generalnym w Pułtusku.
2 października 1837 został mianowany biskupem pomocniczym archidiecezji warszawskiej ze stolicą tytularną Gratianopolis. Święcenia biskupie otrzymał 19 listopada 1837. Konsekrował go Stanisław Kostka Choromański, arcybiskup metropolita warszawski, w asyście Franciszka Pawłowskiego, biskupa diecezjalnego płockiego, i biskupa diecezjalnego kujawsko-kaliskiego Walentego Macieja Tomaszewskiego. Od 28 lutego 1838, po rezygnacji Michała Wierzbowskiego, sprawował również urząd wikariusza kapitulnego archidiecezji warszawskiej.
W 1838 był współkonsekratorem podczas sakry biskupa pomocniczego kujawsko-kaliskiego Józefa Goldtmanna.
W kościele w Grzebsku ufundował swoim rodzicom Franciszkowi (zm. 1765) i Mariannie (zm. 1807) marmurowe tablice epitafijne.